# Жирославље
Жирославље је насељено мјесто у општини Сухопоље, у Славонији, у Вировитичко-подравској жупанији, Република Хрватска.

## Географија
Жирославље се налази око 11 км источно од Сухопоља.

## Историја
До територијалне реорганизације у Хрватској насеље се налазило у саставу бивше општине Вировитица.

## Становништво
Жирославље је према попису из 2011. године имало 74 становника.
| Националност       | 1991. | 1981. | 1971. | 1961. |
| Срби               | 101   | 125   | 142   | 138   |
| Хрвати             | 11    | 7     | 12    | 20    |
| Југословени        | 1     | 5     | 4     |       |
| остали и непознато | 1     |       | 2     |       |
| Укупно             | 114   | 137   | 160   | 158   |

| Демографија | Демографија | Демографија |
| Година      | Становника  | Становника  |
| ----------- | ----------- | ----------- |
| 1961.       | 158         |             |
| 1971.       | 160         |             |
| 1981.       | 137         |             |
| 1991.       | 114         |             |
| 2001.       | 82          |             |
| 2011.       |             | 74          |